# 이계석 (음악가)
이계석(1922년, 평안북도 선천 - 2011년 2월 3일)은 대한민국의 동요작곡자이자 교육자이다. <초록바다>, <우산>, <바닷가에서>, <귀뚜라미 노래잔치> 등의 작품이 유명하다. 서울 효제초등학교를 시작으로 서울의 여러 초등학교 교사생활을 했고, 서울시 장학사를 거쳐, 서울시내 다수의 초등학교에서 교감, 교장을 역임하고 1988년 정년퇴임하였다. 퇴임 후에는 동요관련 활동을 계속하였다.

## 약력
- 1922년 출생
- 평안북도 선천중학교 5년 졸업
- 신의주 사범학교 수료
- 서라벌예대 음악학과 졸업 (2년)
- 서울 효제 초등학교 교사 (1947년)
- 서울 재동 초등학교 교사
- 서울시 교육청 음악담당 장학사
- 서울 용산 초등학교 교감
- 서울 숭인 초등학교 교감
- 서울 덕수 초등학교 교감
- 서울 노원 초등학교 교장
- 서울 한서 초등학교 교장
- 서울 도봉 초등학교 교장
- 서울 은평 초등학교 교장
- 1988년 정년퇴임